# Paratripyla minuta
Paratripyla minuta är en rundmaskart som beskrevs av Brzeski 1964. Paratripyla minuta ingår i släktet Paratripyla och familjen Tripylidae. Inga underarter finns listade i Catalogue of Life.